# کوچ پانکا
کوچ پانکا (به اسپانیایی: Kuchpanqa) یک کوه در پرو است که در Peru, Pasco Region واقع شده‌است. کوچ پانکا ۵٬۱۰۰ متر بالاتر از سطح دریا واقع شده‌است.